# Amaunet
Amaunet také Amonet či Amunet je v egyptské mytologii prvotní bohyně. Je členkou Osmera a partnerkou boha Amona.
Její jméno "jmnt" znamená "skrytá", což je odvozenina od jména jejího partnera boha Amona "jmn".
Ve 12. dynastii byla zastíněna jako partnerka Amuna bohyní Mut, přesto byla uctívána zvláště v okolí Vesetu (Théb), kde byla vnímána jako ochránkyně faraona.
V některých pozdějších textech je ztotožňována s Neit, ačkoliv zůstala samostatnou bohyní až do období Ptolemaiovců.